# Schloss Champs-sur-Marne

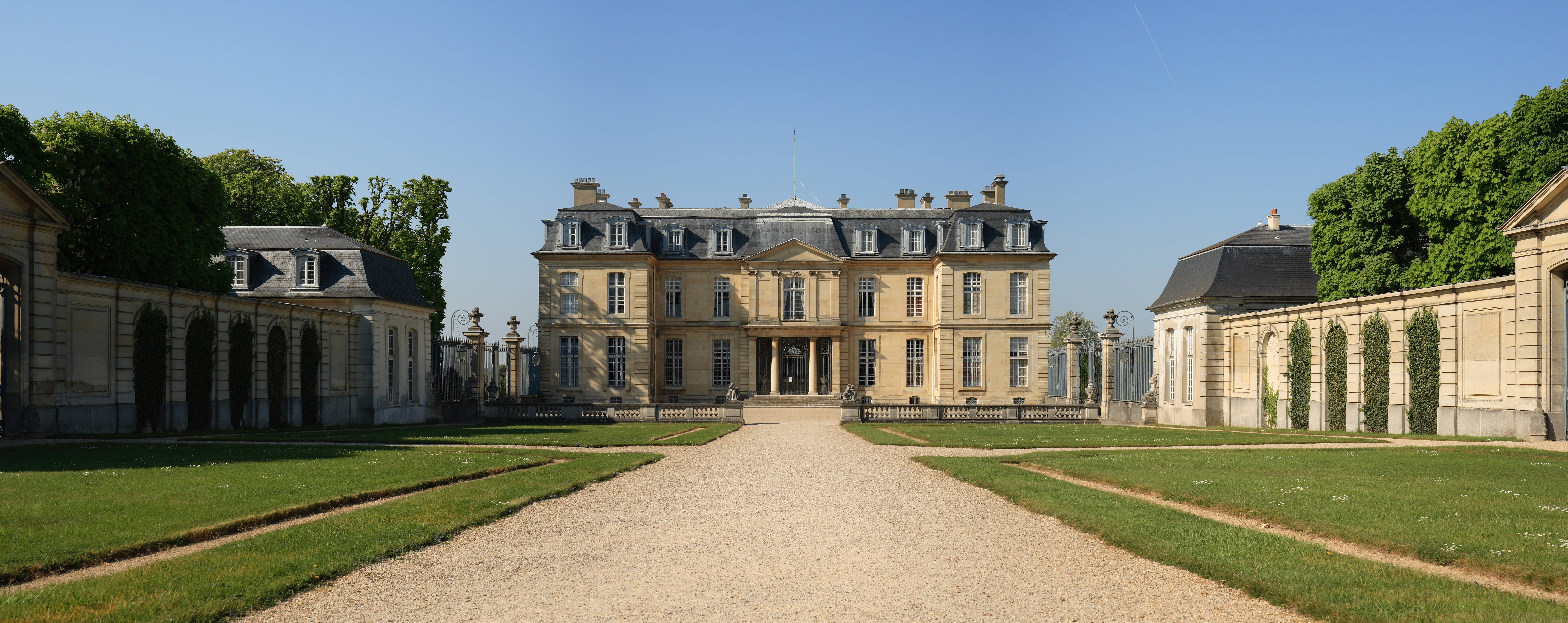
Das Schloss von Champs-sur-Marne

Das Schloss Champs-sur-Marne ist ein im 18. Jahrhundert errichteter Adelssitz im Herzen der gleichnamigen Stadt im Département Seine-et-Marne, 30 Kilometer östlich von Paris. Seine berühmteste Bewohnerin (allerdings nur für etwas mehr als ein Jahr) war 1757/59 Madame de Pompadour. Das Schloss war von 1935 bis 1974 Staatsgästehaus der Republik Frankreich.
Im Hauptgebäude wurden Teile des Films Marie-Antoinette von Sofia Coppola gedreht. In den Nebengebäuden ist das nationale Forschungslaboratorium für historische Bauwerke untergebracht. Nach umfassender Restaurierung wurde das Schlossgebäude Ende Juni 2013 wieder für die Öffentlichkeit zugänglich gemacht. Der 85 ha große Park steht der Öffentlichkeit für Besuche offen.

## Geschichte

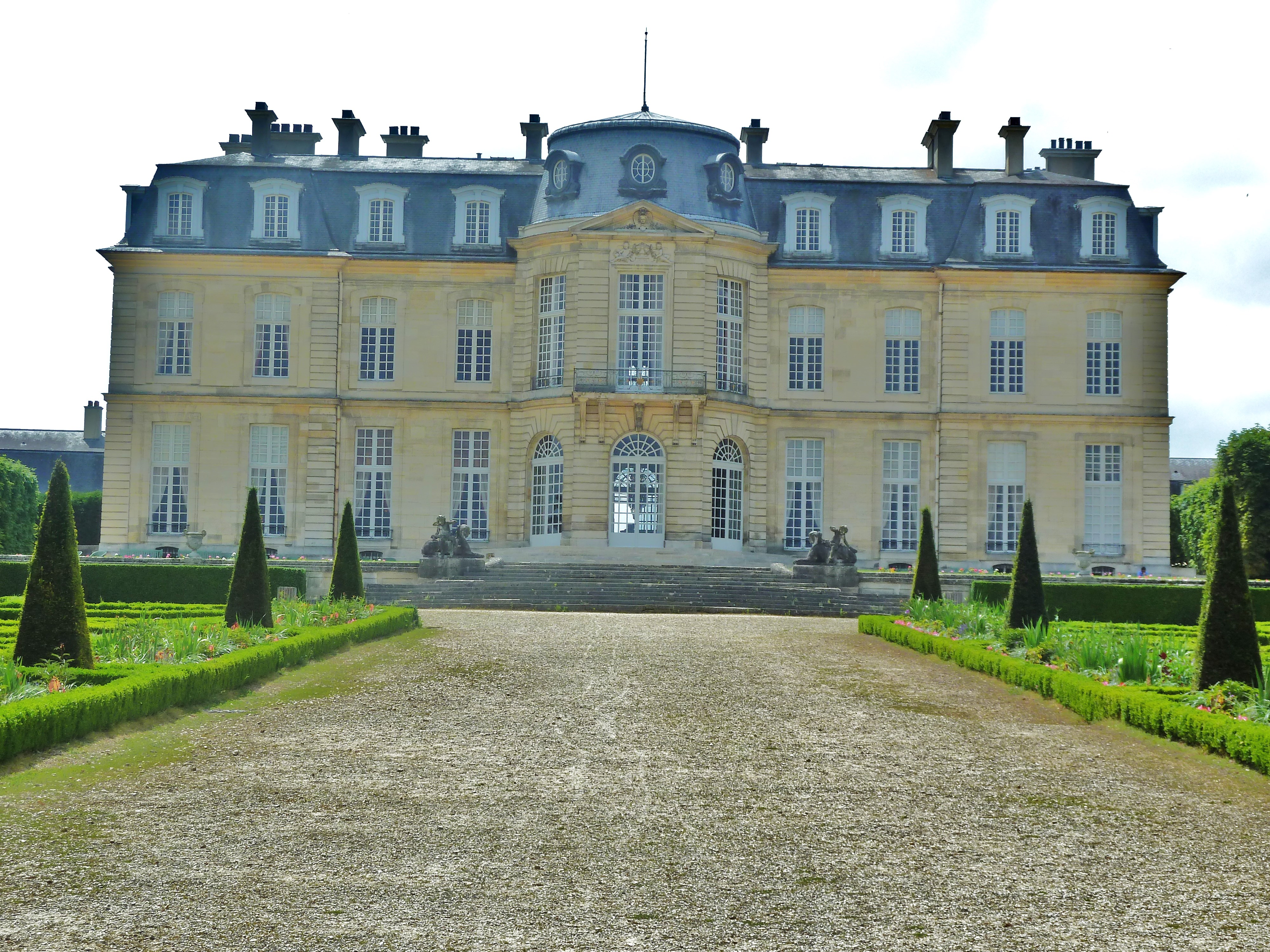
Die Rückseite des Schlosses

Der Bau des Schlosses, begonnen 1701 – gegen Ende der Herrschaftszeit Ludwigs XIV. – durch den Architekten Pierre Bullet im Auftrag des Hof-Waffenlieferanten Charles Renouard de la Touanne, wurde 1703 kurzfristig unterbrochen, nachdem der Bauherr bankrottgegangen war. Der Sohn des Architekten, Jean-Baptiste Bullet de Chamblain (1665–1726), konnte die Bauarbeiten fortsetzen, als der Großgrundbesitzer Paul Poisson de Bourvallais, dessen Pariser Stadtpalais der heutige Sitz des französischen Justizministeriums ist, das Anwesen samt der Rohbauruine kaufte. Das Jahr 1706 ist das Fertigstellungsjahr des Schlosses.
Madame de Pompadour wohnte dort von Juli 1757 bis Januar 1759 für 12.000 Livre jährlich zur Miete und gab in diesem Zeitraum viel Geld für die Innenausstattung aus, hauptsächlich für Gemälde und Fresken des berühmten Tiermalers Christophe Huet. Der Pariser Bankier Baron Louis Cahen d'Anvers erwarb das Anwesen 1895 und ließ eine erste Gesamtsanierung durchführen. Seine Tochter Irène Cahen d'Anvers war von 1892 bis zu ihrer Scheidung im Jahre 1901 mit dem berühmten Kunstsammler Baron Moïse de Camondo verheiratet, dessen Pariser Stadtpalais in der Rue de Monceau 63 heute das Museum Nissim de Camondo für dekorative Kunst ist. Die Sammlung ist dem Andenken an den einzigen Sohn des Paares, Nissim de Camondo, gewidmet, der als Pilot im Ersten Weltkrieg starb. 1935 vermachte der Sohn Louis’, Charles Cahen d'Anvers, das Schloss dem französischen Staat, der es bis 1974 als Gästehaus für Staatsgäste nutzte. Die fehlenden Mittel zum Unterhalt des Schlosses führten dazu, dass sich dessen Zustand seitdem immer weiter verschlimmerte.
Seit einem größeren Bauschaden, der am 20. September 2006 durch einen Deckeneinsturz hervorgerufen wurde, war das Schloss für die Öffentlichkeit gesperrt. Nach einer Generalsanierung ist das Schloss seit Juni 2013 wieder der Öffentlichkeit zugänglich.

## Garten

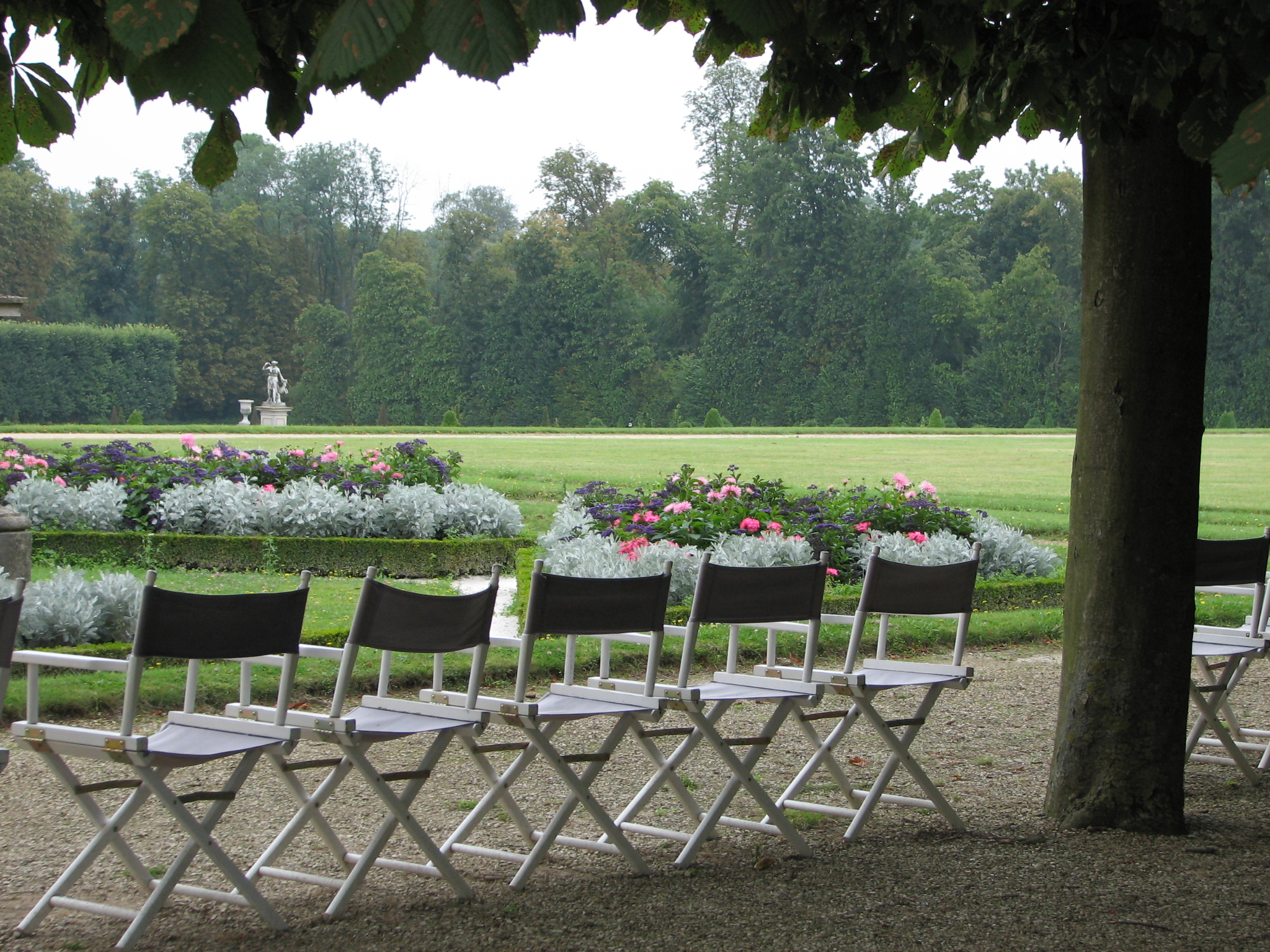
Teilansicht des Schlossparks

Die Gärten wurden von Paul Poisson de Bourvallais angelegt, der einen französischen Garten mit Buchsrändern schuf. Die Konzeption stammte von Claude Desgots, dem Neffen André Le Nôtres.